# Canthon rubrescens
Canthon rubrescens är en skalbaggsart som beskrevs av Blanchard 1846. Canthon rubrescens ingår i släktet Canthon och familjen bladhorningar. Inga underarter finns listade.